# جامعه شکاکان
جامعه پرسشگری یک سازمان ناسودبر است، که توسط اعضا پشتیبانی می‌شود و به ترویج شک‌گرایی علمی و مقابله با گسترش شبه علم، خرافه و باورهای غیرمنطقی می‌پردازد. جامعه شک‌گرایان در ابتدا توسط مایکل شرمر به عنوان گروهی شک‌گرا در منطقه لس آنجلس تأسیس شد. پس از موفقیت مجله‌اش، اسکپتیک، که در بهار ۱۹۹۲ شروع شد، این سازمان به سازمانی ملی و سپس جهانی تبدیل شد.

## تاریخچه
جامعه پرسشگری در سال ۱۹۹۲ تأسیس شد و تا ۲۰۰۸، ۵۵۰۰۰ عضو در جهان دارد، از جمله بیل نای «مرد علمی»، جولیا سوینی، زیست‌شناس ریچارد داوکینز، و ستاره‌شناس مشهور نیل دیگراس تایسون.